# Талюба
Талюба (пол. Taluba) — село в Польщі, у гміні Гарволін Ґарволінського повіту Мазовецького воєводства.
Населення — 296 осіб (2011).
У 1975-1998 роках село належало до Седлецького воєводства.

## Демографія
Демографічна структура станом на 31 березня 2011 року:
|          | Загалом | Допрацездатний вік | Працездатний вік | Постпрацездатний вік |
| -------- | ------- | ------------------ | ---------------- | -------------------- |
| Чоловіки | 155     | 45                 | 94               | 16                   |
| Жінки    | 141     | 39                 | 77               | 25                   |
| Разом    | 296     | 84                 | 171              | 41                   |